# الحضن (المفتاح)

تعديل مصدري - تعديل

الحضن هي إحدى قرى عزلة الجبر الشرقي بمديرية المفتاح التابعة لمحافظة حجة، بلغ تعداد سكانها 695 نسمة حسب تعداد اليمن لعام 2004.